# Louis-Augustin Bosc d'Antic
Louis-Augustin Guillaume Bosc d'Antic, född 29 januari 1759 i Paris, död 10 juli 1828 i Paris, var en fransk naturforskare. Auktorsnamnet Bosc kan användas för Louis-Augustin Bosc d'Antic i samband med ett vetenskapligt namn inom botaniken; se Wikipediaartiklar som länkar till auktorsnamnet.
Bosc studerade först naturvetenskaperna, redigerade 1784–88 "Journal des savants", var under rolandska ministären (1792) postdirektör och landsförvisades 1793. År 1796 blev han av direktoriet sänd som konsul till Nordamerika, men erkändes inte där, varför han i stället företog vidsträckta forskningsresor. Sedermera återvände han till Paris och erhöll i uppdrag att utgiva en beskrivning i stor skala över Frankrikes vingårdar, för vilket ändamål han företog oavbrutna resor under åren före sin död. Bosc är författare till bland annat de två viktiga arbetena Histoire naturelie des coquilles (2:a upplagan 1824) och Histoire des vers et des crustacées (2:a upplagan 1829). Bosc stod madame Roland mycket nära, och det var han, som fick i uppdrag att bevara det senare manuskriptet till hennes memoarer.